# Prisma de techo de Amici
Un prisma de techo de Amici es un tipo de prisma reflector usado para desviar 90° un haz de luz o una imagen, que además, se invierte. Se usa normalmente en los oculares de los telescopios como corrector de imagen.

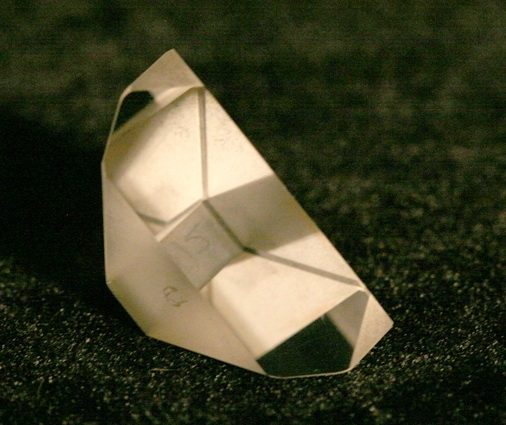
Prisma del tipo usado en los oculares de los telescopios.

Su nombre se debe a su inventor, el astrónomo y óptico italiano Giovanni Amici. El prisma funciona igual que un prisma de ángulo recto con la particularidad de que la faceta reflectiva está tallada en forma de "prisma de techo", con dos facetas en ángulo de 90°. La reflexión interna total sobre estas facetas invierte la imagen sobre el eje vertical. Para mejorar la reflexión, a las facetas reflectoras se les da en ocasiones un recubrimiento metálico lo que permite que el prisma sea usado en un ángulo más amplio que el que permiten las leyes de la reflexión total interna.
Este prisma no debe confundirse con el prisma dispersivo de Amici.